# Leptodius exaratus
Leptodius exaratus is een krabbensoort uit de familie van de Xanthidae. De wetenschappelijke naam van de soort werd in 1834 voor het eerst geldig gepubliceerd door Henri Milne-Edwards.